# 置目
置目（おきめ、生没年不詳）は、記紀に登場する古代日本（古墳時代）の女性。置目老媼あるいは置目老嫗 （おきめ の おみな）ともいう。顕宗天皇に仕えた。

## 概要

### 古事記
『古事記』によると、顕宗天皇が父親の市辺之忍歯王の遺骸を捜していた際に淡海国の賤しい老女が参内し、「市辺王のご遺骸を埋めた場所は、自分がよく知っています。その特徴のある歯の形で確認できるでしょう」と申し出た。
天皇は人民を徴発してその骨を発見し、淡海国の蚊屋野の東の山に陵を造り葬った。天皇は老女を召し、市辺王の遺骸の場所を正確に知っていたことを褒めて「置目老媼」の名を賜った。そして、置目の住む場所を宮殿の近くに造り、毎日必ず召し出し、鐸（ぬりて、釣り鐘型の大鈴）を御殿の戸に掛けて、置目を呼びたい時はその鈴を鳴らしたという。
しかし、置目は老いを理由に「本（もと）つ国」（故郷）へ帰ることを望んだ。天皇はこれを許し、置目を見送りつつ歌を詠んだという。

### 日本書紀
『日本書紀』巻第十五にも同様の説話があり、顕宗天皇即位元年の2月、天皇は、父が非業の死を遂げた後に幼少の自分たちは逃亡生活を送り、長じて求められて天子の位を嗣いだが、既にその時には父の遺骨の場所を知るものがいなくなってしまった、と兄である皇太子の意祁王とともに慟哭した。そこで、老人たちを集めて一人一人に父の遺骸の埋められた場所を尋ねたが、その際に、「置目」と自称する老婆が遺骨の場所を知っていると申し出た。置目は、狭狭城山君（ささきやま の きみ）の祖先である倭帒宿禰（やまとふくろ の すくね）の妹であった。天皇は置目の言葉通りに淡海国の来田絮（くたわた）の蚊屋野で、父である市辺押磐皇子の遺骨を発見した。
天皇は置目の功績を称えて宮中に居を構えさせたが、彼女は既に足腰が弱っており、不憫に思った天皇は宮中に縄を張り、それを伝って歩くようにさせ、さらに縄に鐸を掛けて、取り次ぎの係への手間を省かせた、という。
その後、倭帒宿禰の同族である韓帒宿禰（からふくろ の すくね）が市辺押磐皇子の暗殺に関与したとの理由で陵戸にされ、山部連の支配する山守部とされた。倭帒宿禰は置目の功績により、改めて狭狭城山君の氏姓を授けられている。同様の記述は、『古事記』にも
とある。
翌年9月、置目は縄に捕まっても進むことができなくなり、「桑梓」（もとつくに）に帰って一生を終えたいと天皇に請願した。天皇は哀れに思い、物を授けて見送り、歌を贈ったという。

## 考証
置目の物語の背景には、沙沙貴山君が「山君」と称し、山部と関わるところから生み出されたものであり、「倭帒」・「韓帒」などの名前は後世に述作されたものであると推定される。上記の所伝が蒲生郡を舞台にしているところから、沙沙貴山氏の本拠地は蒲生郡であるとも推定される。蒲生郡安土町宮津には、近江国最大級にして最古の前方後円墳である瓢箪山古墳が存在しており、一族に関係あるものと見られている。